# Швоб, Мелита
Мелита Швоб (хорв. Melita Švob, род. 17 июля 1931, Загреб, Савская бановина) — хорватская учёная, биолог и историк еврейского происхождения.

## Ранние годы
Швоб родилась в Загребе в еврейской семье среднего класса. В детстве она пережила ужасы Холокоста и режима Независимого государства Хорватии, скрываясь под чужим именем. После войны она посещала гимназию в Загребе. Получив среднее образование, она изучала биологию в Загребском университете, который успешно окончила.

## Карьера
В 1956 году она переехала из Загреба в Любляну, где работала в онкологической больнице.
Через четыре года она переехала со своим мужем Твртко Швобом в Сараево, где работала на медицинском факультете ассистентом в области гистологии и эмбриологии. В 1964 году она защитила докторскую диссертацию. С 1964 по 1979 год Швоб работала в Институте кожных и венерических болезней, где она основала гистопатологическую лабораторию. Швоб работала над многими научными проектами и опубликовала книги и статьи о евреях, Второй мировой войне и других научных вопросах. В 1977 году она переехала в Тузлу, где помогла создать медицинский факультет, и была избрана профессором гистологии и эмбриологии.
В 1979 году Швоб вернулась в Загреб со своей семьёй. С 1979 по 1999 год работала старшим научным сотрудником (и председателем научного совета) в Институте миграции и национальностей в Загребе. В еврейской общине Загреба в 2000 году она основала Центр исследований и документации Cendo. Она является президентом Союза еврейских женщин Хорватии. Как учёный Швоб изучала еврейское население Хорватии; в результате этого исследования она опубликовала книгу «Еврейское население в Хорватии и Загребе» (хорв. Židovska populacija u Hrvatskoj i Zagrebu).